# Xestia geochroa
Xestia geochroa là một loài bướm đêm trong họ Noctuidae.